# Komárovice
Komárovice (en allemand : Komarowitz) est une commune du district de Třebíč, dans la région de Vysočina, en République tchèque. Sa population s'élevait à 122 habitants en 2024.

## Géographie
Komárovice se trouve à 8 km à l'ouest-nord-ouest de Moravské Budějovice, à 21 km au sud-sud-est de Třebíč, à 37 km au sud-sud-est de Jihlava et à 146 km au sud-est de Prague.
La commune est limitée par Domamil au nord, par Moravské Budějovice à l'est, par Rácovice au sud, et par Budkov à l'ouest.

## Histoire
La première mention écrite de la localité date de 1366.

## Transports
Par la route, Komárovice se trouve à 10 km de Moravské Budějovice, à 26 km de Třebíč, à 42,5 km de Jihlava et à 174 km de Prague.